# Unterödenhart
Unterödenhart, eine Wüstung im Truppenübungsplatz Hohenfels, war der Hauptort der gleichnamigen Gemeinde und zuletzt ein Gemeindeteil der Gemeinde Nainhof-Hohenfels im Landkreis Parsberg. Heute nutzt die US-Army das Areal von Unterödenhart für diverse Zwecke.

## Geographische Lage
Der Weiler lag im oberpfälzischen Jura der mittleren Frankenalb etwa 2,5 km nördlich von Hohenfels auf ca. 468 m ü. NHN in einer Ebene, umgeben von Erhebungen bis zu 498 m ü. NHN.

## Geschichte
Im Salbuch von 1494/1500 des Amtes Hohenfels ist „Vndern Ethenhart“ mit fünf Hofraiten verzeichnet. Als „U[unter]Ettenhart“ erscheint der Ort, im nördlichen Bereich des Pflegamtes Hohenfels liegend, im Kartenwerk von  1600 von Christoph Vogel. Gegen Ende des Alten Reiches, um 1800, bestand der Ort unter aus sechs Anwesen, wobei der Scheurer-Hof von der Größe eines Dreiviertelhofes der größte war.
Im Königreich Bayern wurde um 1810 der Steuerdistrikt Unterödenhart gebildet und 1811 zum Landgericht Parsberg gegeben. Diesem gehörten die Dörfer bzw. Einöden Unterödenhart, Aicha (Einöde), Butzenhof, Machendorf, Oberödenhart, Pöllnricht (Einöde) und Sichendorf an. Mit dem zweiten bayerischen Gemeindeedikt von 1818 entstand daraus die Ruralgemeinde Unterödenhart. Hierzu kam 1884 noch die Einöde Mehlhaube.
Als 1938 ein Truppenübungsplatz in der Oberpfalz errichtet wurde, musste die Gemeinde Unterödenhart abgesiedelt werden. Nach Kriegsausbruch wurde ein Lager, das Stalag 383, errichtet, in dem bis 1940 polnische, dann britische und amerikanische Kriegsgefangene interniert waren. 1944 ging Unterödenhart offiziell im Heeresgutsbezirk Hohenfels auf. 1945 waren im Lager Displaced Persons untergebracht; nach deren Wegzug wurde der Gemeindebereich durch Vertriebene und Flüchtlinge neu besiedelt und provisorisch die Gemeinde Nainhof-Hohenfels errichtet, in der die Orte der ehemaligen Gemeinde Unterödenhart Gemeindeteile bildeten. Im Herbst 1951 musste in kurzer Zeit das Gebiet wieder geräumt werden, um dem Truppenübungsplatz Hohenfels der US-Armee Platz zu machen. Darin wurden alle Orte von Nainhof-Hohenfels, also auch Unterödenhart, nach der Absiedelung der Bewohner allmählich zur Wüstung. Im Bereich von Unterödenhart entstand das Camp Unterödenhart des US-Army u. a. mit Lagergebäuden. Im Zuge der Gebietsreform in Bayern wurde das Gebiet des „alten“ Truppenübungsplatzes am 1. Oktober 1970 dem Markt Hohenfels zugeschlagen.

### Einwohner- und Gebäudezahlen
Im Ort Unterödenhart wohnten
- 1838: 52 Einwohner (7 Häuser, 1 Kapelle)[12]
- 1861: 67 Einwohner (16 Gebäude)[13]
- 1871: 43 Einwohner (14 Gebäude; Großviehbestand 1873: 4 Pferde, 55 Stück Rindvieh)[14]
- 1900: 58 Einwohner (6 Wohngebäude)[15]
- 1925: 43 Einwohner (6 Wohngebäude)[16]
- 1950: 66 Einwohner (7 Wohngebäude); die Kinder gingen in die Schule in Nainhof-Hohenfels.[17]

In der Gemeinde Unterödenhart wohnten bei einem Gemeindegebiet von 1405,75 ha (Stand 1900)
- 1861: 252 Einwohner (83 Gebäude, 7 Orte)[13]
- 1871: 230 Einwohner/Katholiken (69 Gebäude, 32 Wohngebäude, 7 Orte; Großviehbestand 1873: 10 Pferde und 273 Stück Rindvieh)[14]
- 1900: 250 Einwohner (35 Wohngebäude, 7 Orte; an Großvieh 13 Pferde und 325 Stück Rindvieh)[15]
- 1925: 241 Einwohner (236 Katholiken) (32 Wohngebäude, mit Mehlhaube 8 Orte)[16]

### Kirchliche Verhältnisse
Unterödenhart gehörte seit altersher (so um 1600) zur katholischen Pfarrei St. Ulrich zu Hohenfels im Bistum Regensburg. Unterödenhart hatte eine eigene Kapelle, die dem hl. Michael geweiht war, und aus der 2. Hälfte des 19. Jahrhunderts stammte.